# Campeonato Mundial de Gimnasia Rítmica de 1971
El V Campeonato Mundial de Gimnasia Rítmica se celebró en La Habana (Cuba) entre el 10 y el 11 de noviembre de 1971 bajo la organización de la Federación Internacional de Gimnasia (FIG) y la Federación Cubana de Gimnasia.

## Resultados
| Evento                   | Oro                                       | Plata | Bronce |
| ------------------------ | ----------------------------------------- | --- | --- |
| Concurso completo ind.   | Maria Gigova Bulgaria 38,150 pts.         | Elena Karpukhina Unión Soviética 37,850 pts.                                                                  | Alfia Nazmutdinova Unión Soviética 37,700 pts.                                                             |
| Cuerda                   | Maria Gigova Bulgaria 19,500              | Neshka Georgieva Bulgaria 19,250                                                                              | Krasimira Filipova Bulgaria / Elena Karpukhina Unión Soviética / Alfia Nazmutdinova Unión Soviética 19,100 |
| Pelota                   | Sun Dok Jo Corea del Norte 18,950         | Alfia Nazmutdinova Unión Soviética / Galina Shugurova Unión Soviética / Myong Sim Choi Corea del Norte 18,900 | |
| Cinta                    | Alfia Nazmutdinova Unión Soviética 18,900 | Elena Karpukhina Unión Soviética 18,800                                                                       | Galina Shugurova Unión Soviética 18,750                                                                    |
| Aro                      | Maria Gigova Bulgaria 19,500              | Krasimira Filipova Bulgaria 19,350                                                                            | Neshka Georgieva Bulgaria 19,050                                                                           |
| Grupos concurso completo | Bulgaria 18,675                           | Unión Soviética 18,575                                                                                        | Italia · 18,325                                                                                            |

## Medallero
| Núm. | País            | Oro | Plata | Bronce | Total |
| ---- | --------------- | --- | ----- | ------ | ----- |
| 1    | Bulgaria        | 4   | 2     | 2      | 8     |
| 2    | Unión Soviética | 1   | 5     | 4      | 10    |
| 3    | Corea del Norte | 1   | 1     | 0      | 2     |
| 4    | Italia          | 0   | 0     | 1      | 1     |

- Datos: Q546809